# Diplopterys
Diplopterys är ett släkte av tvåhjärtbladiga växter. Diplopterys ingår i familjen Malpighiaceae.

## Bildgalleri

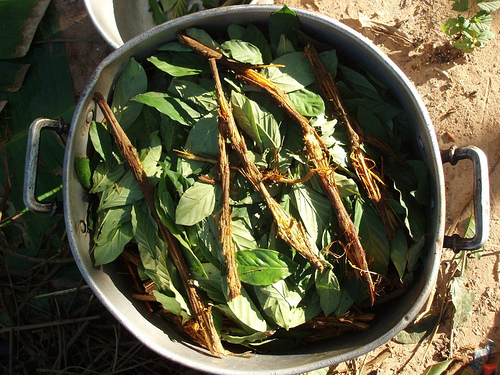
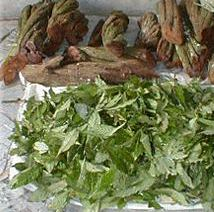

## Dottertaxa tillDiplopterys, i alfabetisk ordning[1]
- Diplopterys amplectens
- Diplopterys bahiana
- Diplopterys cabrerana
- Diplopterys cachimbensis
- Diplopterys caduciflora
- Diplopterys carvalhoi
- Diplopterys cristata
- Diplopterys cururuensis
- Diplopterys erianthera
- Diplopterys heterostyla
- Diplopterys hypericifolia
- Diplopterys krukoffii
- Diplopterys leiocarpa
- Diplopterys longialata
- Diplopterys lucida
- Diplopterys lutea
- Diplopterys mexicana
- Diplopterys nigrescens
- Diplopterys nutans
- Diplopterys patula
- Diplopterys pauciflora
- Diplopterys peruviana
- Diplopterys platyptera
- Diplopterys populifolia
- Diplopterys pubipetala
- Diplopterys rondoniensis
- Diplopterys schunkei
- Diplopterys sepium
- Diplopterys valvata
- Diplopterys virgultosa
- Diplopterys woytkowskii